# Шале-Венель, Жан-Жак
Жан-Жак Шале-Венель (фр. Jean-Jacques Challet-Venel; 11 мая 1811 года, Женева, Швейцария — 6 августа 1893 года, там же) — швейцарский политик.

## Биография
Сын часовщика Бартелеми Шале жил в юности в скромных условиях. В 1830 году Жан-Жак Шале закончил изучение литературы в Женевском колледже, затем работал учителем французского языка в школе-интернате Венель в Женеве. В 1839 году он женился на Антуанетте Венель, дочери основателя школы, и добавил её фамилию к своей. В 1847 году участвовал в войне с Зондербундом, где командовал артиллерийской батареей.
В 1851 году Шале-Венель основал местную консервативную партию, бывшую в оппозиции к радикалам Джеймса Фази. В 1854 году был избран в кантональный парламент Женевы. После того как он был переизбран в 1856 году он сменил партию и присоединился к своему бывшему политическому оппоненту Фази. В 1858 году избран в кантональное правительство (Kantonsregierung). В правительстве он сначала отвечал за кантональную армию, а с 1861 года за финансы.
В 1857 году он стал членом Национального совета. 12 июля 1864 года Шале-Венель был избран в качестве преемника Джованни Баттисты Пьоды в Федеральный совет Швейцарии. Он возглавлял сначала департамент финансов (1864—1867), затем почтовый (1868), вновь финансовый (1869) и наконец опять почтовый департамент (1870—1872)
Шале-Венель, как стойкий федералист, был противником любой централизации, поэтому выступал категорически против пересмотра конституции. Это восстановило против него многих немецкоязычных парламентариев и на выборах 7 декабря 1872 года в Федеральный совет он был заменён на Эжена Бореля.
С 1885 года возглавлял Торговую палату Женевы.